# NGC 1275
NGC 1275 (також відома як Персей A) — туманність у сузір'ї Персея, що складається з двох галактик: центральної домінуючої галактики скупчення Персея, і так званої «швидкісної системи», що пролітає повз неї.
Туманність відкрив 14 лютого 1863 року Генріх Луї д'Аррест. Згодом вона була включена до оригінальної редакції Нового загального каталогу.

## Динаміка

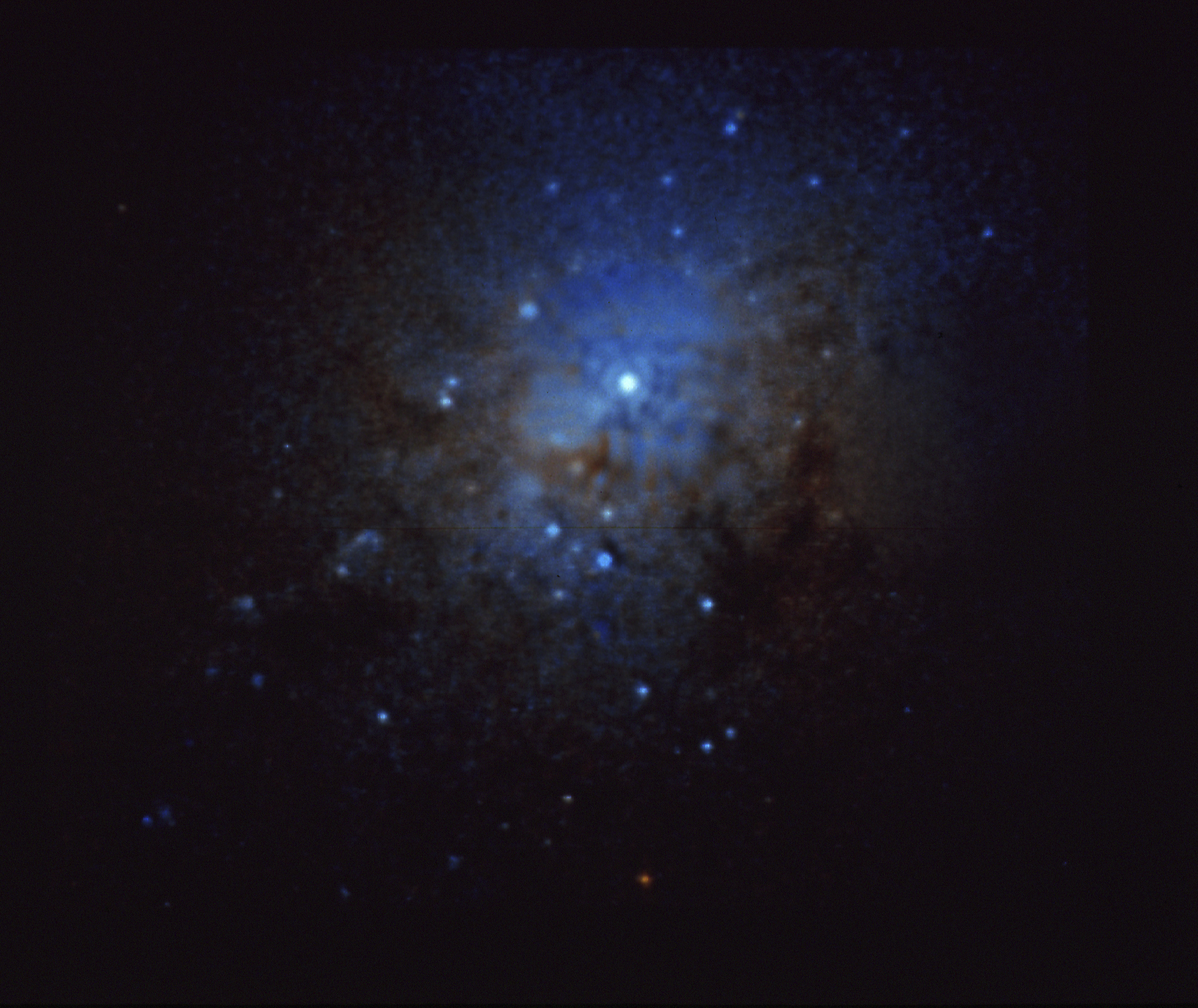
Центр NGC 1275 (фото телескопу Хаббла)

Швидкісна система пролітає повз домінуючу галактику зі швидкістю 3000 км/с і, скоріше за все, об'єднається зі скупченням Персея.

## Загальні відомості
NGC 1275 - центральна та домінуюча галактика в порівняно близькому скупченні галактик Персея. Інша галактика падає на неї, і NGC 1275 поглинає речовину цієї галактики, таким чином підживлюючи надмасивну чорну діру масою близько 340 мільйонів мас Сонця, яка перебуває в її ядрі. Розмір галактики NGC 1275 — понад 100 тисяч світлових років, а відстань до неї - близько 230 мільйонів світлових років.

## Зовнішні посилання
- NGC 1275 у Новому загальному каталозі: англійською [Архівовано 23 вересня 2016 у Wayback Machine.], французькою
- Інформація про NGC 1275 у каталозі Revised NGC and IC Catalog(англ.)
- NGC 1275 у базі SIMBAD(англ.)
- NGC 1275 [Архівовано 3 березня 2016 у Wayback Machine.] у базі Vizier(англ.)
- Бази даних про об'єкти NGC/IC [Архівовано 18 липня 2013 у Wayback Machine.](англ.)